# Гірнича промисловість Румунії

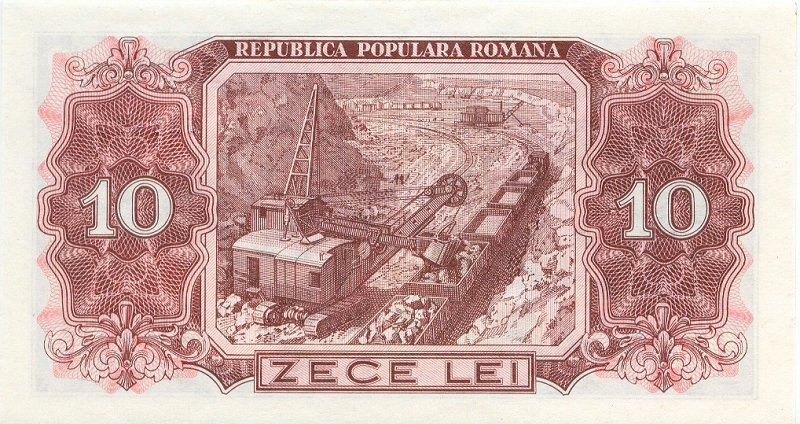
Реверс банктноти Румунії, 1952 р.

Гірнича промисловість Румунії — одна з розвинених у Європі.

## Загальна характеристика
У структурі добувної промисловості основне місце займає видобуток нафти і вугілля, руд чорних і кольорових металів, сировини для хімічної промисловості, а також будматеріалів. Румунія експортує продукти нафтопереробної та нафтохімічної промисловості, марганець, алюміній, сіль, барит, крейду, слюду, мінеральні добрива, цемент; імпортує нафту, кам'яне вугілля, залізняк, кокс, кольорові метали, азбест. Розв'язання питань у галузі геології і гірничої справи покладено на Міністерство гірничої справи, нафти і геології. Частка гірничої промисловості у ВВП становить 2,4 % (на 1998–1999 рр.). У ній зайнято 169 000 осіб.

## Окремі галузі

### Нафтогазова промисловість
Див. також Нафтовидобування і нафтопереробка у Румунії
Головний район видобутку нафти — у передгір'ях Карпат. Промисловий видобуток нафти у Румунії почався у 1857. У 1938–40 рр. було досягнуто глибин 3000–3500 м. Сьогодні родовища експлуатуються із застосуванням методів підвищення віддачі пластів (нагнітання води і газу, підземне горіння, нагнітання пари, полімерних, лужних і міцелярних розчинів та ін.). Щорічно проводиться буріння близько 2,5 тис. км свердловин (глибиною понад 4 тис. м) на нафту і газ. Найбільші нафтопереробні заводи Румунії знаходяться в містах Плоєшті, Георге Георгіу-Деж, Дарменешті, Брашов і Римнікул-Серат.

### Природний газ
Добувається на Трансильванському плато і у Прикарпатті. У 1996 добувалося 680 млрд куб. фут. у порівнянні з 1340 млрд куб. фут. у 1986. Видобуток та споживання природного газу у Румунії у 1999 відповідно склали: 21,04 та 17,5 млрд м³. Прогноз споживання газу в Румунії на 2005 г. — 43,5 млрд м³. Румунія володіє значними запасами вуглеводнів, тому уряд країни розглядає нафтогазовий сектор як основний двигун економіки. Основний виробник, імпортер і дистриб'ютор природного газу у Румунії — компанія Romgas. Планується її розподіл на дрібніші компанії з подальшою їх приватизацією. Здійснюється модернізація газової інфраструктури, будівництво заводу зрідження газу у Констанці, збільшення до 2005 р. об'ємів газосховищ з 1,4 до 3,5 млрд м³. Румунія імпортує газ із Росії (26 % необхідного країні газу у 2000), Німеччини. Контракти з Росією на поставку газу Румунія уклала до 2012 р. Крім того, Румунія уклала із Росією довгостроковий контракт на транзит до 36,7 млрд м³ газу щорічно.
У 2003 р. Румунія починає приватизацію державної нафтової компанії SNP Petrom. Ця компанія є найбільшою у Східній Європі (майно компанії — 2 млрд дол.). Приватизації підлягають два нафтопереробних заводи, декілька нафтових родовищ і близько 600 бензозаправних станцій. Для участі в приватизації запрошені Royal Dutch Shell, TotalFinaElf, австрійська OMV, угорська MOL і російський Лукойл [Gulf News Online].

### Вугільна промисловість

Видобуток та імпорт вугілля у країнах Європи

Промисловий видобуток вугілля в Румунії почався наприкінці XIX ст. У 1995 видобуток становив 43,92 млн т. Наприкінці XX ст. кам'яне вугілля добувають у басейні Петрошани (96 % становить коксівне вугілля) і в Аніні; лігніт і буре вугілля — на родовищах Передкарпатського прогину й у басейні Олтенія. Розробка родовищ кам'яного вугілля ведеться підземним способом, лігніту і бурого — підземним і відкритим. На кар'єрах отримують понад 30 % загальної продукції. Кам'яно-вугільні пласти мають велику кількість тектонічних порушень і високий газовміст; потужність пластів 0,6—30 м (середня 2,8 м); кути падіння 0—70о; середня глибина розробки близько 500 м з тенденцією підвищення до 800—1000 м. Розкриття родовищ лігніту і бурого вугілля ведеться штольнями, похилими і вертикальними стовбурами. Розробляють пласти на повну потужність (довжина лав 80—100 м), а також із розділенням на шари. Переважає розробка довгими комплексно-механізованими лавами; управління гірничим тиском — повним обваленням покрівлі. Відкриті розробки бурого вугілля ведуться г.ч. на родовищах Ровінарі і Мотру у басейні Олтенія. Коефіцієнт розкриву 2,2—9,0 м3/т. Виймання породи й вугілля ведеться роторними екскаваторами; висота уступів 15—20 м. Транспорт гірничої маси конвеєрний. Для відсипання розкривних порід у відвали використовують відвалоутворювачі.
Наприкінці XX ст. видобуток кам'яного вугілля становив 4,3 млн т (1999). Працювало 13 шахт. У той же час видобуток бурого вугілля склав 24,5 млн т. Оціночно працювало 50 шахт та 19 розрізів. Видобуток кам'яного вугілля, лігніту і бурого вугілля в Румунії у 2001 становив 33,3 млн т, запаси близько 1457 млн т. Дані про видобуток руд та виплавку металопродуктів подано у табл. 1.

Таблиця 1 Видобуток руди та виплавка металів у Румунії в 1999 р.
| Мінеральна сировина та металопродукція | Видобуток, тис. т |
| -------------------------------------- | ----------------- |
| Залізна руда                           | 170               |
| Сира сталь                             | 4319              |
| Феромарганець                          | 71                |
| Ферохром                               | 1                 |
| Алюміній                               | 174               |
| Свинець/видобуток                      | 16                |
| Свинець/виплавка                       | 18                |
| Цинк/видобуток                         | 25                |
| Цинк/виплавка                          | 25                |
| Мідь/видобуток                         | 20                |
| Мідь/рафінована                        | 32                |
| Золото, кг                             | 500               |
| Срібло, кг                             | 18                |

### Видобуток залізняка
Основний район розробки родовищ залізних руд — масив Пояна-Руске. Найважливіші родовища — Телюк і Гелар. Руди збагачують шляхом випалення і магнітної сепарації. Концентрат містить 50 % Fe і 7 % SiO2. У 2001 Румунія імпортувала близько 3,1 млн т (із них Sidex — 3 млн т) залізної руди і виробила 4,93 млн т сирої сталі.

### Видобуток марганцевих руд
Здійснюється у зоні Якобені — Ватра-Дорней (середній склад руд: 20 % Mn, 10 % Fe і 28 % SiO2) та в Резоаре-Лепуш (20 % Fe, 18 % Mn і 20 % SiO2). Румунія повністю забезпечує свої потреби у марганці.

### Видобуток руд кольорових металів
Розробка родовищ бокситів ведеться у горах Педуря-Краюлуй і прилеглих зонах (родовища Ремеці, Лунка-Спріє, Рошія, Гугу-Зече-Хотаре і ін.), та на родовищах Охаба-Понор (м. Себеш). Руду добувають відкритим способом, переробляють на глиноземному заводі у м. Орадя. Боксити також імпортують. Потужності власного алюмінієвого заводу Alro в Слатині (Slatina) 175 тис. т/рік первинного алюмінію. Після його часткової приватизації планується збільшити продуктивність у 2003 р. до 190 тис. т/рік.
Бісмут добувають з комплексних молібден-бісмутових руд у м. Петру-Гроза і з свинцево-цинкових концентратів на металургійному заводі Копша-Міке.

### Золото
Основні райони видобутку руд золота розташовані у горах Апусені — Брад, Рошія-Монтане, Бая-де-Ар'єш, Златна, Секеримб і в Бая-Маре — Сесар і Шуйор. Із цих же руд вилучають срібло. Крім того, золото і срібло отримують із комплексних руд.
Золотовидобувна підгалузь Румунії розвивається. На початку XXI ст. компанія Gabriel Resources будує нове підприємство з видобутку Au і Ag Rosia Montana. Проєктна продуктивність підприємства по руді 10 млн т/рік із вилученням 12 780 кг Au і 63,45 т Ag протягом 9 планових років експлуатації. Виконуються також інші нові золотодобувні проєкти, зокрема Baita-Cracuniesti, Certej, в яких задіяні компанії European Goldfields Ltd, SNC Lavalin Engineers and Constructors Inc., інші компанії і організації та уряд Румунії.
Видобуток мідних руд ведеться в місцевостях Белан, Алтин-Тепе (Добруджа), Молдова-Ноуе, Дєва, Брад, Рошія-Поєні, Бая-де-Араме. Мідний концентрат одержують також при обробці комплексних руд родовищ Лешу-Урсулуй, Бая-Борша, Кавнік, Ністру-Бая-Спріє і ін. Мідь також імпортують.

### Свинцево-цинкові руди
Добувають у Лешу-Урсулуй (Сучава), Бая-Борша, Кавнік, Ілба, Хержа, Ністру (Бая-Маре), Бая-де-Ар'єш, Златна, Мунчелу-Мік, Секеримб, Рускіца і Сомова (Добруджа). На металургійних заводах при обробці концентратів отримують низку вторинних продуктів, зокрема стибій, кадмій, селен, бісмут і інш.
У 2001 р. виробництво свинцю в концентратах оцінюється у 19 тис. т, рафінованого свинцю 29 тис.т, споживання близько 20 тис. т. Видобуток цинку склав 28 тис. т металу у концентратах і рафіноване виробництво оцінюється в 52 тис. т, споживання — до 22 тис. т.

### Гірничохімічна промисловість
З кінця XIX ст. у Румунії виробляють соду на базі вітчизняної сировини (сіль, вапняк), запаси яких виявлені в Підкарпатті і Трансильванії. Розробляють родовища самородної сірки в горах Келіман. Руду збагачують флотацією із подальшим випаленням концентрату. Калійні солі добувають на родовищі Тазлеу-Маре. Збагачення руд комбіноване із попутним вилученням хлоридів магнію, натрію. Кам'яну сіль добувають для технічних і харчових цілей. Видобуток здійснюється підземним та свердловинним способом (близько 60 % продукції). Ведеться розробка покладів бариту. У горах Апусені і у Східних Карпатах добувається флюорит.

### Нерудна мінеральна сировина
У Румунії розробляють родовища графіту, кварцу і кварцових пісків, слюди, тальку, бентоніту, вогнетривких глин, діатоміту, каоліну, крейди. Крім того, у Румунії добувають гіпс, вапняки, мармур — білий, рожевий і жовтий (Рускіца, Алун, Гушецел), червоний, чорний, біло-жовтий і багатобарвний (Моняса, Кепріоара, Гура-Веій, Вашкеу), а також травертин (Борсек і Джоаджу). Видобуток нерудних матеріалів у Румунії у 1999 р. (тис. т): бентоніт — 30, діатоміт — 30, графіт — 3, каолін — 30, важкий шпат — 10, кам'яна сіль — 2550.

## Гірничомашинобудівна промисловість
Румунія наприкінці XX ст. випускала близько 140–150 типів гірничого обладнання: прохідницькі комплекси, вугільні комбайни, прохідницькі комбайни, бурові установки, підіймальні машини, роторні екскаватори, збагачувальне обладнання (млини, флотаційні машини, фільтри і інш.), рудникові локомотиви, вентилятори, автосамоскиди, екскаватори, платформи морського буріння, бурові долота, обсадні труби, превентори і фонтанну арматуру на тиск до 100 МПа, агрегати для цементування із робочим тиском до 150 МПа, насосні агрегати, пересувні аварійні установки для свердловин, компресори і т. д.

## Наукові установи, підготовка кадрів, періодика
У Румунії діє Геологічний інститут (з 1906), мережа дослідницьких та проєктних інститутів (з кінця 1940-х рр.), у тому числі інститути з вугільної, нафтової, рудовидобувної проблематики, збагачення корисних копалин та безпеки робіт у гірничій галузі. Кадри для гірничої галузі готують в університетах (Ясси, Бухарест), Гірничому інституті (Петрошані), Інституті нафти і газу (Плоєшті). Виші країни готують геологів, геофізиків, гірничих інженерів та інженерів-нафтовиків. Періодика у гірничій галузі представлена серіями видань Інституту геології і геофізики (з 1906), виданнями Академії наук Peveys (геологія, геофізика), журналами університетів, технічних вишів, науково-дослідницьких та проєктних інститутів.